# Cihexatina
La Cihexatina o Cihexaestán, (en inglés Cyhexatin) es una sustancia activa dentro de la gama de los productos fitosanitarios o plaguicidas, que posee un efecto acaricida, y que pertenece a la familia química de los derivados estánicos. Su fórmula química es C18H34OSn (hidróxido de tri(ciclohexilo)estaño), su número CAS es 13121-70-5 y su masa molecular es de 385,156 g/mol.

## Reglamentación
Respecto a la Unión Europea, esta sustancia activa está prohibida por la resolución 2008/296/CE del 4 de abril de 2008, tras el análisis relativo a su inscripción en el Anexo I de la Directiva 91/414/CEE. En cuanto a Francia, no se autoriza en la fabricación de compuestos fitofarmacéuticos que posean una autorización de comercialización. Asimismo, fue incluido originalmente en el procedimiento voluntario de consentimiento previo informado (CPI) del Convenio de Róterdam de 1991, al ser prohibido o severamente restringido en cinco países. Debido a nuevos datos respecto a su toxicidad, varios gobiernos permitieron de nuevo su uso, por lo que fue finalmente eliminado del procedimiento voluntario.

## Características físico-químicas
Las características físico-químicas cuyo orden de magnitud se indica a continuación influyen sobre los riesgos de transferencia de esta sustancia activa hacia las aguas, y el riesgo de contaminación de las mismas:
- Hidrólisis a pH 7: estable
- Solubilidad: 0,014 mg/l
- Coeficiente de reparto carbono orgánico-agua: 4.365 cm³/g. Este parámetro, abreviado Koc, representa el potencial de retención de esta sustancia activa sobre la materia orgánica del suelo. La movilidad de la materia activa es reducida por su absorción sobre las partículas del suelo.
- Periodo de hemivida: 50 días. Este parámetro representa el potencial de degradación de esta sustancia activa, y su velocidad de degradación en el suelo.
- Coeficiente de reparto octanol-agua: 4,84. Este parámetro, abreviado Log Kow o log  P, mide la hidrofilia (valores bajos) o la lipofilia (valores altos) de la sustancia activa.

## Ecotoxicología
Respecto a las concentraciones letales 50 (DL50), se observan las siguientes medidas:
- DL50 para peces: 4E-04 mg/l
- DL50 para daphnia: 2E-05 mg/l

## Toxicidad para la salud humana
La dosis diaria aceptable (DDA) es del orden de 0,007 mg/kg/d.